# 甘露 (西汉)
甘露（前53年—前49年正月）是汉宣帝的第6个年号，總共使用了4年。

## 改元時間
辛德勇推测，五凤五年四月间改元甘露，甘露五年二月改元黄龙。

## 纪年表
| 甘露 | 元年   | 二年   | 三年   | 四年   | 五年   |
| ---- | ------ | ------ | ------ | ------ | ------ |
| 公元 | 前53年 | 前52年 | 前51年 | 前50年 | 前49年 |
| 干支 | 戊辰   | 己巳   | 庚午   | 辛未   | 壬申   |

## 参看
- 中國年號索引
- 其他时期使用的甘露年号

| 前一年號： 五凤 | 西漢年號 甘露 | 下一年號： 黄龙 |